# Canon Island
Canon Island (Inis na Canánach på iriska) är en ö belägen i floden Shannon ungefär 2,5 km öster om Kildysart i County Clare på Irland.
På ön finns ruinerna av Canon Island Abbey, ett augustianst kloster byggt under sent 1100-tal.